# Juri Alexandrowitsch Schaporin
Juri Alexandrowitsch Schaporin (russisch Юрий Александрович Шапорин; * 27. Oktoberjul. / 8. November 1887greg. in Gluchow, Russisches Kaiserreich; † 9. Dezember 1966 in Moskau, Sowjetunion) war ein russischer Komponist.

## Leben
Schaporin, der Sohn eines Malers, wandte sich erst spät der Musik zu. Zunächst studierte er Philologie in Kiew und erhielt nebenbei seinen ersten Kompositionsunterricht. Von 1908 bis 1912 studierte er Rechtswissenschaft in Sankt Petersburg. Erst 1913 begann er ein Kompositionsstudium am Sankt Petersburger Konservatorium bei Nikolai Sokolow, Maximilian Steinberg und Nikolai Tscherepnin, das er 1918 abschloss. Danach wirkte er zunächst vorwiegend als Theaterdirigent in Leningrad. 1936 zog er nach Moskau und wurde 1939 Kompositionsprofessor am Moskauer Konservatorium. Zu seinen Schülern zählen Jewgeni Swetlanow, Rodion Schtschedrin, Andrei Wolkonski und Andrei Babajew. Er war im sowjetischen Komponistenverband von dessen Gründung an sehr aktiv. Schaporin erhielt drei Mal den Stalinpreis und wurde zum Volkskünstler der UdSSR ernannt.
Mit der Malerin und Übersetzerin Ljubow Schaporina (1879–1967) war Schaporin von 1914 bis 1929 verheiratet.

## Stil
Schaporins Musiksprache ist ziemlich konservativ und bewegt sich stets in den Grenzen der Tonalität. Eine wichtige Rolle spielt in seinem Schaffen die russische und ukrainische Volksmusik – Schaporin verstand es, sehr idiomatisch zu komponieren. Somit steht er klar in der Tradition der russischen Nationalromantik. Seine Vorbilder waren Sergei Rachmaninow und Nikolai Medtner. Besonders stark ausgeprägt war seine Gabe, lyrische, fließende Melodien zu schaffen, was ihn für die Komposition von Vokalmusik prädestinierte. Oftmals wurde seine Musik als zutiefst menschlich, poetisch und tief russisch bezeichnet. In Konflikt mit der Regierung geriet Schaporin nie. Heutzutage ist er nahezu vergessen, obwohl seine wohldurchdachte, von souveräner Beherrschung des Kompositionshandwerkes gekennzeichnete Musik durchaus eine Wiederentdeckung rechtfertigen würde.

## Werke
- Orchesterwerke
  - Sinfonie e-Moll (1932/33)
  - Sinfonie nach Majakowski op.11 für Chor, Blasorchester, Klavier und Orchester (1928–33)
  - Der Floh, Suite nach Leskow op.8 für Volksinstrumente und Orchester (1928)
  - zahlreiche Bühnenmusiken
  - Musik zu etwa 80 Filmen (u. a. Der Deserteur (1933), Regie: Wsewolod Pudowkin; Drei Lieder über Lenin (1934), Regie: Dsiga Wertow)
- Vokalmusik
  - Die Dekabristen, Oper über den Dekabristen-Aufstand nach Alexei Tolstoi (1920–53, zunächst unter dem Titel Pauline Gaible)
  - Auf dem Kulikower Feld, Sinfoniekantate nach Alexander Blok op.14 (1918–39)
  - Die Legende von der Schlacht um die russische Erde, Oratorium op.17 (1943/44)
  - Wie lange noch wird der Geier kreisen?, Oratorium nach Alexander Blok op.20 (1945–47, rev. 1963)
  - zahlreiche Romanzen für Singstimme und Klavier oder Orchester nach Worten von Alexander Puschkin, Alexander Blok und anderen russischen Dichtern
- Klavier- und Kammermusik
  - Klaviersonate Nr.1 fis-Moll op.5 (1924)
  - Klaviersonate Nr.2 h-Moll op.7 (1926)
  - Klaviersonate Nr.3 (1966, unvollendet)
  - Ballade für Klavier op.28 (1959)
  - 5 Stücke für Violoncello und Klavier op.25 (1956, 1959)

## Auszeichnungen
- Stalinpreis (1941, 1946, 1952)
- Volkskünstler der UdSSR (1954)
- Leninorden (1957, 1966)
- Orden des Roten Banners der Arbeit (1943)
- Orden des Roten Sterns (1944)